# DreamWorks Animation
DreamWorks Animation LLC (NASDAQ: DWA) — американська кіностудія, що займається виробництвом повнометражних і короткометражних анімаційних фільмів. З 2013 до 2016 рік діяла угода про ексклюзивну дистрибуцію стрічок кінокомпанією 20th Century Fox. Починаючи з 2016 року, після придбання DreamWorks Animation SKG компанією NBCUniversal, офіційним прокатником попередньої є NBCUniversal.
Станом на 2025 рік, компанія випустила 49 повнометражних мультфільми, серед яких культові франшизи «Шрек», «Мадагаскар», «Кунг-фу панда», «Як приборкати дракона» та інші.

## Перші мультфільми
Найперші мультфільми студії, «Принц Єгипту» (1998), «Дорога на Ельдорадо» (2000), «Спірит: Душа прерій» (2002) і «Синдбад: Легенда семи морів» (2003) були виконані за допомогою мальованої анімації. Відмінними рисами цих фільмів на відміну від наступних, які випустила студія, є висунення на перший план сюжетної складової, великий ступінь іронії. Ці мультфільми, наповнені більшою філософічністю, самі працівники студії називають «традиційними». Після 2004, з виходом «Шрека» року компанія різко змінила свій первинний курс: мультфільми стали виконувати за допомогою комп'ютерної графіки, гумор, сатира і пародії, а метою фільмів насамперед стало розвага глядачів.
З 2004 студія випускає тільки мультфільми, виконані за допомогою комп'ютерної анімації. З 2010 року студія випускає всю свою продукцію у форматі 3D.

## Історія студії
12 жовтня 1994 три ключові фігури в області розваг — режисер і продюсер Стівен Спілберг, музичний виконувач продюсер Девід Гіффен і колишній виконувач директор Disney Джеффрі Катценберг — заснували DreamWorks SKG.
У студії був створений анімаційний підрозділ. До його лав прийняли багатьох художників із власної студії Стівена Спілберга Amblimation. Перші із них приєдналися в 1995, коли вийшов останній фільм студії Балто. Решта приєдналась в 1997, коли студія закрилася.
У 1998 вийшли перші анімаційні фільми студії — «Мураха Антц» та «Принц Єгипту». Перший був комп'ютерним, а другий був мальованим. 2000 року студія спільно із британською студією Aardman випустила мультфільм «Втеча з курника». Проте у 2001 році справжнім фурором став вихід мультфільма «Шрек». 2003 року студія зазнала краху від провалу мультфільма «Синдбад: Легенда семи морів». Після цього на виробництві мальованих мультфільмів було поставлено крапку.
Після неймовірного успіху мультфільму «Шрек 2» у 2004 році анімаційний підрозділ DreamWorks Animation було виділено у окрему студію / компанію. 2006 року DreamWorks остаточно був проданий Paramount / Viacom, проте анімаційна студія залишилася незалежною. З 2006 до 2012 року прокатом фільмів DreamWorks Animation займався Paramont. З 2013 ним займається Fox. У січні 2015 в компанії розпочали реструктуризацію, пов'язану із низкою провалів її фільмів у прокаті. Починаючи із 2016 DWA буде випускати по два фільми на рік. З 27 квітня 2016 The Wall Street Journal повідомляє, що Comcast планує купити студію DWA за $3 млрд. Однак, Comcast утримується від коментарів. Наступного дня, Джеффрі Катценберг заявив, що покине студію, тільки коли Comcast купить DreamWorks Animation.

### Повнометражні мультфільми
Колір фону       означає мультфільми, виконані в традиційній анімації
Колір фону       означає мультфільми, виконані в пластиліновій анімації спільно з Aardman Animations

#### Фільми, що вийшли
| №  | Назва                                         | Кошторис | Касові збори | Прем'єра          |
| -- | --------------------------------------------- | -------- | ------------ | ----------------- |
| 1  | Мураха Антц                                   | $105 млн | $171,8 млн   | 2 жовтня 1998     |
| 2  | Принц Єгипту                                  | $70 млн  | $218,6 млн   | 18 грудня 1998    |
| 3  | Дорога на Ельдорадо                           | $95 млн  | $76,4 млн    | 31 березня 2000   |
| 4  | Втеча з курника                               | $45 млн  | $224,8 млн   | 23 червня 2000    |
| 5  | Шрек                                          | $60 млн  | $484,4 млн   | 18 травня 2001    |
| 6  | Спіріт: Душа прерій                           | $80 млн  | $122,6 млн   | 24 травня 2002    |
| 7  | Синдбад: Легенда семи морів                   | $60 млн  | $80,8 млн    | 2 липня 2003      |
| 8  | Шрек 2                                        | $150 млн | $919,8 млн   | 19 травня 2004    |
| 9  | Підводна братва                               | $75 млн  | $367,3 млн   | 1 жовтня 2004     |
| 10 | Мадагаскар                                    | $75 млн  | $532,7 млн   | 27 травня 2005    |
| 11 | Волліс і Громіт: Прокляття кролика-перевертня | $30 млн  | $192,6 млн   | 7 жовтня 2005     |
| 12 | Лісова братва                                 | $80 млн  | $336 млн     | 19 травня 2006    |
| 13 | Змивайся!                                     | $149 млн | $178,1 млн   | 3 листопада 2006  |
| 14 | Шрек Третій                                   | $160 млн | $799 млн     | 18 травня 2007    |
| 15 | Бі Муві: Медова змова                         | $150 млн | $287,6 млн   | 2 листопада 2007  |
| 16 | Панда Кунг-Фу                                 | $130 млн | $631,7 млн   | 6 червня 2008     |
| 17 | Мадагаскар 2                                  | $150 млн | $603,9 млн   | 7 листопада 2008  |
| 18 | Монстри проти чужих                           | $175 млн | $381,5 млн   | 27 березня 2009   |
| 19 | Як приборкати дракона                         | $165 млн | $494,9 млн   | 26 березня 2010   |
| 20 | Шрек назавжди                                 | $165 млн | $752,6 млн   | 21 травня 2010    |
| 21 | Мегамозок                                     | $130 млн | $321,9 млн   | 5 листопада 2010  |
| 22 | Панда Кунг-Фу 2                               | $150 млн | $665,7 млн   | 26 травня 2011    |
| 23 | Кіт у чоботях                                 | $130 млн | $555 млн     | 28 жовтня 2011    |
| 24 | Мадагаскар 3                                  | $145 млн | $746,9 млн   | 8 червня 2012     |
| 25 | Вартові легенд                                | $145 млн | $306,9 млн   | 21 листопада 2012 |
| 26 | Сімейка Крудсів                               | $135 млн | $587,2 млн   | 22 березня 2013   |
| 27 | Турбо                                         | $135 млн | $282,6 млн   | 17 липня 2013     |
| 28 | Містер Пібоді та Шерман                       | $145 млн | $275,7 млн   | 7 березня 2014    |
| 29 | Як приборкати дракона 2                       | $145 млн | $621,5 млн   | 13 червня 2014    |
| 30 | Пінгвіни Мадагаскару                          | $132 млн | $373 млн     | 26 листопада 2014 |
| 31 | Нарешті вдома                                 | $135 млн | $386 млн     | 27 березня 2015   |
| 32 | Панда Кунг-Фу 3                               | $145 млн | $521 млн     | 29 січня 2016     |
| 33 | Тролі                                         | $125 млн | $344 млн     | 4 листопада 2016  |
| 34 | Бебі Бос                                      | $125 млн | $497 млн     | 31 березня 2017   |
| 35 | Капітан Підштанько: перший епічний фільм      | $38 млн  | $101 млн     | 2 червня 2017     |
| 36 | Як приборкати дракона 3                       | $129 млн | $520 млн     | 22 лютого 2019    |
| 37 | Єті                                           | $75 млн  | $188,7 млн   | 27 вересня 2019   |
| 38 | Тролі 2: Світове турне                        | $110 млн | $49,1 млн    | 10 квітня 2020    |
| 39 | Сімейка Крудсів: Нова ера                     | $65 млн  | $215.9 млн   | 25 листопада 2020 |
| 40 | Спіріт: Дикий мустанг                         | $30 млн  | $42,6 млн    | 10 червня 2021    |
| 41 | Бебі бос 2                                    | $82 млн  | $142,7 млн   | 2 липня 2021      |
| 42 | Поганці                                       | $80 млн  | $250,4 млн   | 22 квітня 2022    |
| 43 | Кіт у чоботях 2: Останнє бажання              | $90 млн  | $481,1 млн   | 21 грудня 2022    |
| 44 | Кракен-дівча на ім'я Рубі                     | $70 млн  | $46,1 млн    | 30 червня 2023    |
| 45 | Тролі 3: Знову разом                          | $95 млн  | $206,3 млн   | 17 листопада 2023 |
| 46 | Панда Кунг-Фу 4                               | $85 млн  | $546,4 млн   | 8 березня 2024    |
| 47 | Дикий робот                                   | $78 млн  | $310,3 млн   | 17 жовтня 2024    |
| 48 | Людопес                                       | $40 млн  | $127,5 млн   | 31 січня 2025     |
| 49 | Поганці 2                                     | $80 млн  | $118 млн     | 1 серпня 2025     |

#### Майбутні фільми
| №  | Назва     | Оригінальна назва | Прем'єра       |
| -- | --------- | ----------------- | -------------- |
| 50 | Шрек 5    | Shrek 5           | 30 травня 2027 |
| 51 | Поганці 3 | The Bad Guys 3    | 17 липня 2028  |

#### Повнометражні фільми поза великим екраном
| № | Назва                                 | Оригінальна назва                | Прем'єра         |
| - | ------------------------------------- | -------------------------------- | ---------------- |
| 1 | Йосип: Володар снів                   | Joseph: King of Dreams           | 7 листопада 2000 |
| 2 | Мисливці на тролів: Повстання титанів | Trollhunters: Rise of the Titans | 21 липня 2021    |
| 3 | Оріон і Темряк                        | Orion and the Dark Рік           | 2 лютого 2024    |
| 4 | Мегамозок проти Синдикату загибелі    | Megamind Vs. The Doom Syndicate  | 1 березня 2024   |